# Списак српских мемоара
На овој страници се налази списак мемоара, сећања, успомена, аутобиографија и дневника објављених на српском језику.

## Писци рођени до краја 18. века
- Константин Михаиловић (15. век): „Јаничарове успомене или турска хроника“, објављено 1828. на пољском, са чешког га превео на српски Јанко Шафарик и штампана је 1865. у Београду. Поново је штампана на српском 1959, 1966, 1970, 1986. и 2008. Књига је објављивана и на другим језицима: енглески (1975), дански (1995).
- Симеон Пишчевић (1731—1797): „Мемоари“, Српска књижевна задруга, Београд, 1963. година, 531 страна. Било је издање Матице српске 1972. под истим насловом, као и 1998. под насловом „Живот генералмајора и каваљера Симеона сина Стефана Пишчевића“, Матица српска.
- Доситеј Обрадовић (1742—1811): „Живот и прикљученија“, Лајпциг, 1783. године, 126 страна. Следеће издање било је 1833. у Београду, издавач Глигорије Возаровић, затим 1859. у Новом Саду, издавач Данило Медаковић, итд. имала је већи број издања на српском језику. Преведена је и на енглески (1953), украјински (1989), италијански (2007).
- Герасим Зелић (1752—1828): „Житије“, штампано у Будиму 1823. године, поново издато у Српској књижевној задрузи, Београд 1897, 1898 и 1900 (у 3 свеске) под насловом „Житије Герасима Зелића“. Следеће издање било је „Житије“, Нолит, Београд, 1988. године, 503 стране.
- Сава Текелија (1761—1842): „Описаније живота“, Просвета, Београд, 1966. године, 403. стране. Друго издање било је под називом „Описаније живота мога“, Нолит, Београд, 1989. године, 270 страна. Осим тога написао „Дневник Саве Текелије: бесмртног благодетеља народа српског вођен у Бечу 1795-1797.“, Матица српска, Нови Сад, 1992. године, 189 страна; поново издала Православна српска епархија темишварска, Темишвар, 1993. године.  978-973-9133-65-4..
- Александар Пишчевић (1764—1805): „Мој живот (1764—1805): успомене”, Матица српска и Српско-украјинско друштво, Нови Сад, 2003. године, 354 стране.  978-86-363-0422-8.  172491015
- Јоаким Вујић (1772—1847): „Іоакіма Вуича Славено-Сербскаго списателя Животоописаніе и чрезвичайна негова приключенія: во кратце собственномЪ рукомЪ неговомЪ списана у общежителному монастыру Бездину, во Богохранимой Єпархїи темишварской“, Карловац, 1833. године, 470 страна.
- Прота Матеја Ненадовић (1777—1854): „Мемоари“, прво издање Љубомир П. Ненадовић, Београд, 1867. године, 382 стране, а затим Српска књижевна задруга, Београд, 1893. године. Од тада је било више издања код разних издавача: 1927, 1947, 1951, 1954, 1957, 1966, 1969, 1974, 1984, 2001, 2003, 2005, 2009. године.
- Милован Видаковић (1780—1841): „Успомене“, први пут објављене 1837. године, следеће издање Библиотека града Београда, Београд и Библиотека „Милован Видаковић“, Сопот, 2003. године, 102 стране.  978-86-7191-050-7..
- Јосиф Рајачић (1785—1861): „Описаније живота патријарха Јосифа Рајачића“, Чигоја штампа, Београд, 2011. године, 177 страна.  978-86-7558-868-9.  187840524
- Нићифор Нинковић (1788-185?): „Жизниописанија моја: (1807—1842)“, Матица српска, Нови Сад, 1972. година, 431 страна. Било је и издање Нолита, Београд, 1988. године.  978-86-19-01625-4.. Књига је преведена и на пољски језик и под насловом  објављена у Варшави 1987. године.  978-83-07-01286-5..
- Кирил Цвјетковић (1791—1857): „Автобиографија протосинђела Кирила Цвјетковића и његово страдање за православље“, Београд, 1898. године. Фототипско издање из 2004: Градска библиотека и читаоница, Херцег Нови, 2004. године, 287 страна.
- Јован Хаџић (1799—1869), објавио је 1866. своје аутобиографско дело.

## Писци рођени 1801-1850.
- „Мемоарска проза XVIII и 19. века: зборник“, две књиге, приредио Душан Иванић, Нолит, Београд, 1989. године, 422+385 страна.  978-86-19-01613-1..
- Атанасије Николић (1803—1882): „Биографија верно својом руком написана”, приредили Милоје Р. Сарић и Александар Ж. Петровић, издали Српско друштво за историју науке и Савезни завод за интелектуану своју, Београд, 2002. године, 175 страна.  978-86-83941-01-8.  180840711
- Стевча Михаиловић (1804—1888): „Мемоари Стефана Стевче Михаиловића: у два дела од 1813 до 1842 и од 1858 до 1867“, Српска краљевска академија, Београд, 1928. године, 347 страна.
- Никанор Грујић (1810—1887): „ Автобиографија Никанора Грујића некад. епископа пакрачког“, Богословски гласник, Сремски Карловци, 1905. (или 1907) године, 179 страна.
- Гаврило Поповић (1811—1871): „Мемоари”, приредили Петар В. Крестић и Миле Станић, Државни архив Србије, Београд, 2022. године, 374 стране.  978-86-80786-69-8  66144009
- Младен М. Жујовић (1811—1894): „Белешке Младена Жујовића државног саветника“, Државна штампарија Краљевине Србије, Београд, 1902. године, 176 страна.  1351943
- Јован Суботић (1817—1886): „Живот дра Јована Суботића: (автобиографија)“, штампана је у 5 делова у издању Матице српске из Новог Сада, 1. део 1901. године, 158 страна; 2. део 1902. године, 179 страна; 3. део 1905. године, 226 страна; 4. и 5. део 1910. године, 215 и 273 стране. Поновљено издање било је 2009. у 5 књига, издавач Градска библиотека, Нови Сад.
- Никола Христић (1818—1911): „Мемоари: 1840-1862“, Просвета, Београд, 2006. године, 566 страна.  978-86-07-01668-6..
- Филип Христић (1819—1905): „Успомене”, Службени гласник, Београд, 2015. године, 168 страна.  978-86-519-1883-7.  213848332
- Јован Стефановић Виловски (1821—1902): „Из живота једног ц. к. официра аустриско-србског војеног хора у години 1848. и 1849. народног устанка србског“, Земун, 1863. године, 212 страна.  60166663
- Јаков Игњатовић (1822—1889): „Рапсодије из прошлог српског живота: мемоари“, Матица српска, Нови Сад, 1953. година, 523 стране. Друга издања: „Мемоари: рапсодије из прошлог српског живота“, Српска књижевна задруга, Београд, 1966. „Мемоари“, Нолит. . Затим „Мемоари“ у две књиге, заједничко издање Матице српске из Новог Сада и Јединства из Приштине, 1989. године.  978-86-363-0097-8. и.  978-86-363-0098-5.. Књига је преведена на мађарски језик и под насловом  објављена 1973. у Будимпешти.  512745572
- Ђорђе Стратимировић (1822—1908): „Успомене генерала Ђорђа Стратимировића“, Беч, Загреб, Лајпциг 1913. године, 350 страна.
- Теодор Мандић (1825—1903): „Успомене из нашег црквено-народног живота“, штампане су у три дела у Новом Саду 1897, 1899. и 1902. године, Штампарија Српске књижаре браће М. Поповић, укупно 99+149+248 страна.
- Јеврем Грујић (1826—1895): „Записи Јеврема Грујића“, штампани су у три књиге у издању Српске краљевске академије, 1. део Пред Светоандрејску скупштину, 1922. године, 239 страна; 2. део Светоандрејска скупштина, 1923. године, 318 страна; 3. део Друга влада Обреновића и турски ратови, 1923. године, 377 страна. „Животопис Јеврема Грујића“ је објављен 2009. године у издању Народног музеја из Аранђеловца, 387 страна.  978-86-904687-3-7..
- Никола Крстић (1829—1902). Његов дневник је објавио Завод за уџбенике и наставна средства, Београд, у 8 књига издатих 2005-2007: „Дневник: приватни и јавни живот 1” (1859—1862)  124309004, „Дневник: приватни и јавни живот 2” (1863—1864)  124310540, „Дневник: јавни живот 1” (1864—1867)  127185676, „Дневник: јавни живот 2” (1868—1876)  131927820, „Дневник: јавни живот 3” (1877—1887)  138468108, „Дневник: јавни живот 4” (1888—1896)  139617036, „Дневник: приватни живот 1” (1864—1866)  131192332, „Дневник: приватни живот 2” (1867—1874)  142083084.
- Марко Катанић (1830—1907): „Мемоари ђенерала Марка Ђ. Катанића”, Ђ. Мунц, Ниш, 1908. године, 66 страна.  96468999 и  1024055223
- Јован Ристић (1831—1899). Књигу „Јован Ристић: биографске и мемоарске белешке“ приредио је Бранко Петровић, а издао Геца Кон, Београд, 1912. године, 189 страна. У тој књизи је садржана Ристићева аутобиографија.
- Милан Ђ. Милићевић (1831—1908): „Из својих успомена“, штампано у 4 дела, Државна штампарија Краљевине Србије, Београд, редом 1894, 1895, 1896 и 1897. године, број страна 79, 64, 84, 71. После тога штампана је књига „Успомене: (1831—1855)“, Просвета, Београд, 1952. године, 218 страна. Изашла је и књига „Из својих успомена“, Нолит, Београд, 1989. године, 153 стране.  978-86-19-01613-1..
- Алимпије Васиљевић (1831—1911): „Моје успомене“, Српска књижевна задруга, прередио Радош Љушић, Београд, 1990. године, 224 стране.  978-86-379-0193-8.  910092
- Михаило Полит-Десанчић (1833—1920): „Успомене из године 1848-49”, Нови Сад, 1889. године, 95 страна; „Покојници: успомене”, Нови Сад, 1899. године, 133 стране; „Како сам свој век провео”, Београд, 1925. године, 70 страна (поново издата 2020); ове књиге су обједињено издате под насловом „Успомене”, Градска библиотека, Нови Сад, 2009. године, 209. страна,  978-86-82275-24-4  212378375
- Владимир Јовановић (1833—1922): „Успомене“, Београдски издавачко-графички завод, Београд, 1988, 527 страна.
- Савка Суботић (1834—1918): „Успомене“, Српска књижевна задруга, Београд, 2001, 176 страна.  978-86-379-0747-3.  174741511
- Лаза Костић (1841—1910): „Из мога живота“, Нолит, Београд, 1988. године, 467 страна.  978-86-19-01619-3..
- Јован Авакумовић (1841—1928): „Мемоари“, Издавачка књижарница Зорана Стојановића, Нови Сад и Сремски Карловци, 2008. године, 686 страна.  978-86-7543-164-0..
- Владан Ђорђевић (1844—1930): „Успомене: културне скице из друге половине деветнаестог века“, Славија, Нови Сад, 1927. године, 405 страна. Друго издање било је под називом „Успомене“, Нолит, Београд, 1988. године, 427 страна.  978-86-19-01626-1.. Објавио је и дела „Министар у апсу“, Београд, 1909. године, 813 страна; „Моја одбрана пред судом“, Београд, 1906. године, 106 страна.
- Никола Пашић (1845—1926): „Моја политичка исповест“, Танјуг, Политика НМ, Београд, 2006. године, 212 страна.  978-86-80981-17-8..
- Павле Михајловић (1845—1915): „Дневници”, Службени гласник, Београд, 2010. године, 437 страна.  978-86-519-0558-5  175841292
- Лазар Томановић (1845—1932): „Мемоари”, приредио Ђорђе Борозан, ЦИД Подгорица, Народни музеј Црне Горе Цетиње, 2018. године, 598 страна,  978-86-495-0502-5.  36167952
- Константин Јовановић (1849—1923): „Разне успомене Константина А. Јовановића на владаре Србије и Црне Горе 19. века“, Музеј града Београда, Београд, 2012. године, 99 страна.  978-86-80619-59-0..  195677196

## Писци рођени 1851-1900.
- Мита Ценић (1851—1888): „Испод земље или моја тамновања“, Штампарија задруге штампарских раденика, Београд, 1881. године, 141 страна. Књига је поново штампана 1983. и 1988. године.
- Пера Тодоровић (1852—1907): „Дневник једног добровољца“, Просвета, Београд, 1964. године, 218 страна. Књигу је поново издао Нолит, Београд, 1988. године.  978-86-19-01615-5..
- Симо Матавуљ (1852—1908): „Биљешке једног писца“ објављивано у деловима 1898-1903, а као књигу издало је Време, Београд, 1923. године, 269 стране. Од тада је било више издања од разних издавача: 1939, 1953. у 4. књизи Сабраних дела, 1962, 1969, 1975, 1988. и 2008. Издање 2008. је у оквиру 1. књиге сабраних дела под насловом „Мемоари и путописни списи“, Завод за уџбенике, Београд и Српско културно друштво „Просвјета“. .
- Коста Христић (1852—1927): „Записи старог Београђанина“, објављена је у два дела 1923. и 1925. године, Издавачка књижарница Бранислава Церовића - Ајхштета, Београд, 159+159 страна. У оквиру једне књиге имала је издања 1937, 1983, 1987, 1989. године.
- Гавро Вуковић (1852—1928): „Мемоари”, приредио Слободан Томовић, објављени у 3 књиге, Цетиње-Титоград, 1985. године, 464+439+455 страна. Друго издање је било у једној књизи, Обод Цетиње, 1996. године, 848 страна; издати су поново у две књиге у Беранама, 2016. године, 534+533 стране.
- Петар Костић (1852—1934): „Аутобиографија“, Архив Србије Београд, Призренски округ Призрен, 1997. године, 164 стране.  978-86-81511-06-0.. Написао је и књигу „Црквени живот православних Срба у Призрену и његовој околини у XIX веку: (са успоменама писца)“, Графички институт „Народна мисао“, Београд, 1928. године, 166 страна. Слична њој је „Просветно-културни живот православних Срба у Призрену и његовој околини : у XIX и почетком XX века: (са успоменама писца)“, Скопље, 1933. године, 177 страна; ова књига је доживела и два фототипска издања у Призрену 1993. и 1997. године.  651-747-96-03 неважећи ..
- Тодор Стефановић Виловски (1854—1920): „Моје успомене: (1867—1881)“, Српска манастирска штампарија, Сремски Карловци, 1907. године, 755 страна. Књигу је поново издао Нолит, Београд, 1988. године.  978-86-19-01628-5..
- краљ Милан Обреновић (1854—1901): „Die Memoiren des Königs Milan”, Цирих, 1902. године, на српски преведена 2019. као „Мемоари краља Милана”, 342 стране,  978-86-521-2955-3,  277527820
- Михајло Пупин (1854—1935): „Са пашњака до научењака“ објављена је прво на енглеском језику и за њу је добио Пулицерову награду 1924. године. На српском је објављена 1929. у издању Матице српске, Нови Сад, 415 страна. На српском је објављивана више пута: 1979, 1989, 1996, 2004, 2005, 2006, 2008, 2009. Објављена је и на многим другим језицима: немачки (1929), словеначки (1931, 1977), македонски (1999).
- Живојин Мишић (1855—1921): „Моје успомене“, Војноиздавачки завод, Београд, 1969. године, 405 страна, приредио Саво Скоко,  104556039. У периоду 1978-1990 имала је више издања код БИГЗ, затим 2004. и 2010. заједничка издања Фондације „Живојин Мишић“ и Института за савремену историју.
- Влахо Буковац (1855—1922): „Мој живот”, Књижевни југ, Загреб, 1918. године, 163 стране, приредио Божо Ловрић. Имала је поновна издања у Београду 1925. и 2021, и у Загребу 1954.
- Малиша Атанацковић (1860—1919): „Дневник (1915-1919)”, Историјски архив, Ужице, 2006. године, 854 стране,  978-86-82445-16-6,  136103948
- Димитрије Ц. Ђорђевић (1861—1941): „Моје успомене“, књига 1, Штампарија „Родољуб“, Београд, 1924. године, 80 страна,  116798471. „Кроз стари Београд“, Службени гласник, Београд, 2011. године, 314 страна.  978-86-519-1149-4.  188447500
- Марко Мурат (1864—1944): „Из мог живота: аутобиографија”, Завод за уџбенике, Београд, 2007. године, 140 страна.  978-86-17-14656-4.  144154380
- Јован Цвијић (1865—1927): „Из успомена и живота“, Нова Војводина, Нови Сад, 1923. године, 47 страна. Доста обимније дело је „Аутобиографија и други списи“, Српска књижевна задруга, Београд, 1965. године, 376 страна.
- Драгутин Милутиновић (1865—1941): „Шумадијска дивизија II позива (1914—1915): мемоарски записи“, Медија центар „Одбрана”, Београд, 2015. године, 170 страна.  978-86-335-0475-1..  217852684
- Милан Пецић (1865—1959): „Др Милан Пецић - аутобиографија најстаријег пуковника српског санитетa”, приредили и пропратне текстове написали Владимир Кривошејев и Нинослав Станојловић, Српско лекарско друштво, Београд, 2020. године, 229 страна.  978-86-6061-116-3  282208780
- Јован М. Јовановић Пижон (1869—1939): „Дневник (1896—1920)“, Прометеј, Нови Сад, Радио-телевизија Србије, Београд, Архив Југославије, 2015. године, 721 страна.  978-86-515-0996-7..  293653255
- Никола Цоловић (1874—1939): „Са бојних поља 1912-1918. (рукописи генерала)“, приредили Агим Јанузи и Велибор Тодоров, Историјски архив „Тимочка крајина”, Зајечар, 2016. године, 643 стране.  978-86-84483-31-9..  228112908
- Божидар Николајевић (1877—1947): „Из минулих дана: сећања и документи“, Српска академија наука и уметности, Београд, 1986. године, 395 страна.
- Јосиф Цвијовић (1878—1957): „Мемоари“, Светигора, Цетиње, 2008. године, 394 стране.
- Љубомир Марић (1878—1960): „Мемоари генерала и министра Љубомира Марића (1878—1960)“, изд. Општина Косјерић и Удружење потомака ратника 1912-1920, Косјерић и Београд, 2012. године, 393 стране. 189359628
- Данило Стојановић (1878—1967): „Чича Дачине успомене 1903-1953”, СД Цревна звезда, Београд, 1953. године, 70 страна.  58715399
- Милутин Миланковић (1879—1958): „Успомене, доживљаји и сазнања“: 2. део (период 1909-1944) је објављен 1952. године, Научна књига, Београд, 322 стране; 3. део (период од 1944) је објављен 1957. године, Научно дело, Београд, 193 стране; 1. део (период 1879-1909) је објављен 1979. године, Српска академија наука и уметности, Београд, 383. стране. Следећа издања: Нолит, Београд, 1988. године (у две књиге); Завод за уџбенике и наставна средства, Београд, 1997. и Завод за уџбенике, Београд, 2009. године.
- Адам Прибићевић (1880—1957): „Мој живот“, 677 страна, издато 1981. године,  54742796; 2. издање СКД Просвејта, Загреб, 1999. године, 237 страна.  978-953-6627-23-3..  179164935
- Гаврило Дожић (1881—1950): „Мемоари патријарха српског Гаврила“, Richelieu, Париз, 1974. године, 609 страна. Друго издање: Сфаирос, Београд, 1990. године, 390 страна.  978-86-81277-68-3..
- Богољуб Илић (1881—1956): „Мемоари армијског генерала 1898-1942“, приредио Миле Бјелајац, Српска књижевна задруга, Београд, 1995. године, 262 стране.  978-86-379-0520-2..
- Панта Драшкић (1881—1957): „Моји мемоари“, приредио Душан Батаковић, Српска књижевна задруга, Београд, 1990. године, 237 страна.  978-86-379-0195-2..
- Делфа Иванић (1881—1972): „Успомене”, приредила Јасмина Милановић, Институт за савремену историју, Београд, 2012. године, 350 страна.  978-86-7403-172-8.,  191119884.
- Светомир Ђукић (1882—1960): „Мемоари. Књ. 1, Балкански ратови”, Медија центар „Одбрана”, Београд, 2014. године, 261 страна,  978-86-335-0432-4,  209735692. „Мемоари. Књ. 2, Први светски рат”, Медија центар „Одбрана”, Београд, 2015. године, 341 страна,  978-86-335-0457-7,  213969420.
- Мага Магазиновић (1882—1968): „Мој живот”, Београд, 2000. године, 557 страна.  87209740
- Милорад Зебић (1883—1976): „Моје родно место, детињство и ђаковање - сећања“, Београд-Лозница 1996. године, 240 страна.
- Милета М. Продановић (1883—1945): „Ратни дневник 1914-1918“, Горњи Милановац 1994. године, 274 стране, 	86-367-0717-X,  89834503
- Драгиша Пандуровић (1885—1951): „Генерал Драгиша Пандуровић: живот и сведочења“, приредио Миле Бјелајац, Институт за новију историју Србије, Београд, 2007. године, 511 страна.  978-86-7005-051-8..
- Драгојло Дудић (1887—1941): „Дневник 1941“, Просвета, Београд, 1945. године, 240 страна. Била су потом издања 1951, 1957, 1981, 1988, 2006. и критичко издање 2020. године.  283563788
- Ђорђе П. Карађорђевић (1887—1972): „Истина о моме животу“, Просвета, Београд, 1969. године, ћирилицом 494 стране и латиницом 467 страна. Књига је преведена на словеначки језик и имала два издања под насловом Resnica o mojem življenju у Љубљани 1970. и 1979. Друго издање на српском ћирилицом било је 1988. године у Београду.
- Јелена Скерлић Ћоровић (1887—1960): „Живот међу људима: мемоарски записи“, Академска књига, Нови Сад, 2014. године, 278 страна.  978-86-6263-046-9.,  284867847
- Милан Стојадиновић (1888—1961): „Ни рат ни пакт: Југославија између два рата”, Буенос Ајрес, 1963. године, 760 страна,  14761996. Имала је потом издања у Ријеци 1970.  71553287 и Београду 2002.  182599943, као и дигитално звучно издање 2010. године  1538133959
- Радомир Милаћевић (1888—1971): „Ратни дневник 1913-1919. и сећања”, приредили и издали М. Милаћ и М. Милаћевић, Алин Поток, 2019. године, 654 стране,  978-86-901840-0-2,  282161420.
- Мардарије Ускоковић (1889—1935): „Недокучива Русија: мемоари”, приредила Ружица Марић, Манастир Свети Сава, Либертивил, 2017. године, 423 стране,  978-0-9834945-3-9,  16841225.
- Тадија Пејовић (1892—1982): „Моје успомене и доживљаји 1892-1919“, Београд, 1978. године, 190 страна,  28903175. Проширено издање „Моје успомене и доживљаји 1892-1945“, Београд, 1992. године, 351 страна,  48700935
- Живорад Настасијевић (1893—1966): „Успомене Живорада Настасијевића”, Музеј рудничко-таковског краја, Горњи Милановац, 2016. године, 167 страна.  978-86-82877-67-7.,  226077964
- Драгиша Цветковић (1893—1969): „Драгиша Цветковић - њим самим“, Пунта, Ниш, 2006. године, 461 страна.  978-86-85227-62-2.,  131762700
- Александар Дероко (1894—1988): „А ондак је летио јероплан над Беогадом“, Народна књига, Београд, 1983. године, 331 страна, 2. издање 1984. године и 3. допуњено издање 1987. године, 341 страна.  978-86-331-0170-7..
- Младен Ј. Жујовић (1895—1969): „Ратни дневник 1-3“ (Србија у I светском рату, Југославија у II светском рату 1942-1944 и 1944-1946) и „Есеји о људима и догађајима 1903-1959“, Интерклима-графика, Врњачка бања, 2004. године, 484+407+402+249 страна.  978-86-82685-07-4. за целину.
- Станислав Краков (1895—1968): „Живот човека на Балкану“, Наш дом, Београд, 1997. године, 418 страна.  978-86-7268-007-2.  122532871. Књига је имала још два издања код истог издавача 2004. (или 2006) и 2009. године.
- Родољуб Чолаковић (1900—1983): „Казивање о једном покољењу“ штампана у три књиге, 1964, 1968, 1972. године, број страна 493, 551 и 808, издавачи Напријед, Загреб, Свјетлост, Сарајево, Просвета, Београд. Књига је била школска лектира и објављивана више пута у целини и одломцима до 1989. године, објављена и на Брајевом писму 1987. године. „Записи из ослободилачког рата“ су штампани у пет књига (1946, 294; 1948, 291; 1950, 316; 1951, 286; 1955, 322), издавач Свјетлост, Сарајево. Имала је неколико издања у целини и одломцима до 1989. године, била школска лектира; један део преведен на македонски језик где је такође била лектира. Написао је и књигу „Сусрети и сећања“, Напријед, Загреб, 1959. године, 172 стране.

## Писци рођени 1901-1950.
- „Сећања Привредникових питомаца“, Удружење Привредникових питомаца „Владимир Матијевић“, Београд, 1. књига 1990. године, 539 страна; 2. књига 1998. године, 637 страна.
- „Ратна мемоарска и дневничка проза“, приредио Стојан Ђорђић, Нолит, Београд, 1988. године, 414 страна.  978-86-19-01622-3..
- „Четврта крајишка народноослободилачка ударна бригада: (зборник сећања)”, Београд, 1. књига 1982. године, 712 страна  223924743; 2. књига 1984. године, 794 стране  1028010127
- „Пета пролетерска црногорска бригада: зборник сјећања”, Војноиздавачки завод, Београд, 1972. године: 1. књига, 757 страна  512176989, 2. књига, 682 стране  512177245, 3. књига 685 страна  59952140 и  248129543
- „Сећања комесара војвођанских бригада”, Институт за историју, Нови Сад, 1978. године, 1. књига 588 страна  12059399; 2. књига 539 страна  135979015
- Предраг Милојевић (1901—1999): „Био сам присутан“, Српска књижевна задруга, Београд, 1980. године, 275 страна  16150791; „О људима и ћудима“, Народна књига, Београд, 1982. године, 195 страна  46209543
- Јулка Мештеровић (1906—1984): „Лекарев дневник”, Војноиздавачки завод, Београд, 1968. године, 342 стране.  101772039
- Милан Ђоковић (1908—1993): „Онај стари Београд: сећања“, Српска књижевна задруга, Београд, 1994. године, 602 стране.  978-86-379-0489-2.. Друго издање, Фонд „Милан Ђоковић“, Алтера, Београд, 2009. године.  978-86-85697-05-0..
- Гојко Николиш (1911—1995): „Коријен, стабло, паветина: мемоари“, Либер, Просвјета, Загреб, 1980. године, 696 страна. Књига је поново издата 1981. (2 издања) и 1988. године.
- Павле Јакшић (1913—2005): „Над успоменама“, Рад, Београд, 1990. године, две књиге 619 и 716 страна.  978-86-09-00283-0.  1116940
- Ерих Кош (1913—2010): „Одломци сећања, писци“, Просвета Београд, Медитеран Будва, Матица српска Нови Сад, 1990. године, 256 страна.  978-86-07-00493-5.; 2. књига у издању Просвете, Београд, 1996. године, 209 страна.  978-86-07-00956-5..
- Владимир Дедијер (1914—1990): „Дневник 1941-1944”, 3 књиге: 1. део (6.4.1941-27.11.1942) објављен 1945, 2. део (28.11.1942-10.11.1943) објављен 1946, 3. део (10.11.1943-7.11.1944) објављен 1950. Издања су поновљена 1951, 1970. и 1981. Преведен на словеначки језик.
- Милутин Морача (1914—2003): „Ратни дневник”, Војно дело, Београд, 1962. године, 345 страна,  141958407. Друго издање, Спектар, Загреб, 1986. године, 267 страна,  30916359
- Милка Баковић Радосављевић (1915—1999): „Мемоари једне Равногорке”, Погледи, Крагујевац, 1998. године, 688 страна,  140527879. Друго издање: Нови погледи Крагујевац, Легенда Чачак, 2001. године, 707 страна,  978-86-82235-29-3,  95661068
- Марија Црнобори (1918—2014): „Свијет глуме“, Стеријино позорје, Нови Сад, 1991. године, 314 страна.  978-86-7109-021-6..  5745927
- Капиталина Ерић (1919—2009): „Од Сибира до Цветног трга“, Музеј позоришне уметности Србије, Београд, 2004. године, 147 страна.  978-86-80629-21-6..  113611020
- Ладислава Ранковић (1920—2008): „Живот уз Леку: сећања“, Актер, Београд, 1998. године, 272 стране. Књига је преведена на словеначки језик и објављена 2002. у Гросупљу под називом Življenje z Leko: spomini slovenske partizanke.  978-961-6401-08-1..
- Ирена Грицкат-Радуловић (1922—2009): „У лебдивом ходу: сећања“, Матица српска, Нови Сад, 1994. године, 256 страна.  978-86-363-0280-4..
- Борислав Михајловић Михиз (1922—1997): „Аутобиогафија - о другима“, 2 књиге, Београдски издавачко-гафички завод, 1. књига 1990. године, 362 стране.  978-86-13-00487-5.  918284; 2. књига 1993. године, 299 страна.  978-86-13-00675-6.  82412295. Имале су по 4 и 3 издања у периоду до 1995. код БИГЗ, и по једно издање 2003. и 2008. код Солариса из Новог Сада, одн. Евро Ђунти из Београда.
- Дејан Медаковић (1922—2008): „Ефемерис - хроника једне породице“, БИГЗ, Београд, 5. књига: 1 - 1990, 368 страна; 2 - 1991, 329 страна; 3 - 1992, 371 страна; 4 - 1993, 361 страна, 5 - 1994, 333 стране.
- Миодраг Б. Протић (1922—2014): „Нојева барка“ у 3. књиге, Српска књижевна задруга, Београд; 1. књига 1992. године, 592 стране.  978-86-379-0354-3.,  64087047; 2. књига 1996. године, 664 стране.  978-86-379-0627-8.,  127800327; 3. књига 2009. године, 318 страна.  978-86-379-1072-5..,  158085900. Књиге су имале по још једно проширено издање редом 2000, 2000. и 2011. године.
- Милисав Лукић (1922): „Ратни дневник 1941-1945”, Народна књига, Београд, 1982. године, 245 страна.  39015175
- Мира Ступица (1923—2016): „Шака соли“, Наш дом - L'Age d'Homme, Карић фондација, Београд, 2000. године, 248 страна.  978-86-7268-014-0.. Књига је код издавача Наш дом имала најмање 7 издања, а издата је и код Просвете, Београд, 2006. године.  978-86-07-01704-1..
- Петар II Карађорђевић (1923—1970): „Мој живот“, Евро-Ђунти, Београд, 2013. године, 281 страна, приредио Душан Бабац.  978-86-505-2347-6..  202379020.
- Миладин Кораћ (1924—2002): „Живот и збивања у претходних шест и последњих пет деценија 1885-1945-1995“, Колубара, Ваљево, 1998. године, 591 страна.  139397639
- Владета Јеротић (1924—2018): „Сећања“, Драслар партнер, Београд, 2008. године, 220 страна.  978-86-7614-122-7. „Дневник 1938-1945”, Задужбина Владете Јеротића, Београд, 2019. године, 427 страна,  978-86-81306-36-9.  276066060
- Борислав Станковић (1925—2020): „Игра мог живота“, Беоштампа, Кошаркашки савез Србије, Београд, 2016. године, 240 страна.  978-86-84815-49-3.  220526092.
- Јован Радосављевић (1927—2021): „Мемоари: моја сећања и доживљаји као монаха у овоме свету туге и божје радости”, Манастир Рача, Рача, 2018. године, 829 страна.  978-86-81218-12-9.  263157516.
- Томислав Карађорђевић (1928—2000): „Мемоари“, Задужбина краља Петра I, Топола, 1999. године, 796 страна.  978-86-80647-07-4..
- Драгољуб Мићуновић (1930): „Живот у невремену“, Архипелаг, Београд, 2013. године, 428 страна.  978-86-523-0092-1.  201318668
- Марица Стојшин (1930—2008): „Проветравање живота”, Књижевна општина Вршац, Вршац, 2008. године, 294 стране.  978-86-7497-146-8.  152215820
- Василије Крестић (1932): „Запамћења”, Матица српска, Нови Сад, 2016. године, 332 стране.  978-86-7946-174-2.  307737863
- Живојин Павловић (1933—1998): „Дневници 1994-1998”, Агора, Нови Сад, 2021. године, 572. стране.  978-86-6053-330-4.  41251081
- Ружица Сокић (1934—2013): „Страст за летењем“, Лагуна, Београд, 2010. године, 300 страна.  978-86-521-0409-3.. 176857100
- Милован Мића Стојановић (1935): „Како сам скувао историју“, Службени гласник, Београд 2014. године, 340 страна.  978-86-519-1754-0.  207985932
- Момо Капор (1937—2010): „Исповести: аутобиографски роман“, 2008. године, Српска књижевна задруга, 487 страна.  978-86-379-1046-6..,  151423244. Књига је поново издата 2010. и 2011. године.
- Оливера Катарина (1940): „Аристократско стопало“, Карић фондација, Нови Београд, 2002. године, 271 страна.  978-86-7594-004-3.. Друго допуњено издање издала је Просвета, Београд, 2006. године, 352 стране.  978-86-07-01705-8..

## Писци рођени 1951-2000.
- Драшко Љубичић (1959): „Вод (ратни дневник)”, Глас српски - графика, Бања Лука, 2006. године, 189 страна.  978-99938-37-48-0..  16408